# شارپ، استوارت و کمپانی
شارپ، استوارت و کمپانی (انگلیسی: Sharp, Stewart and Company) یک شرکت تولیدکننده لوکوموتیو در بریتانیا بوده است.
این شرکت که در شهر منچستر انگلستان قرار داشته در سال ۱۸۵۲ تأسیس و در سال ۱۹۰۳ منحل شده و با شرکت لوکوموتیو بریتانیای شمالی ادغام شده است.

## نگارخانه

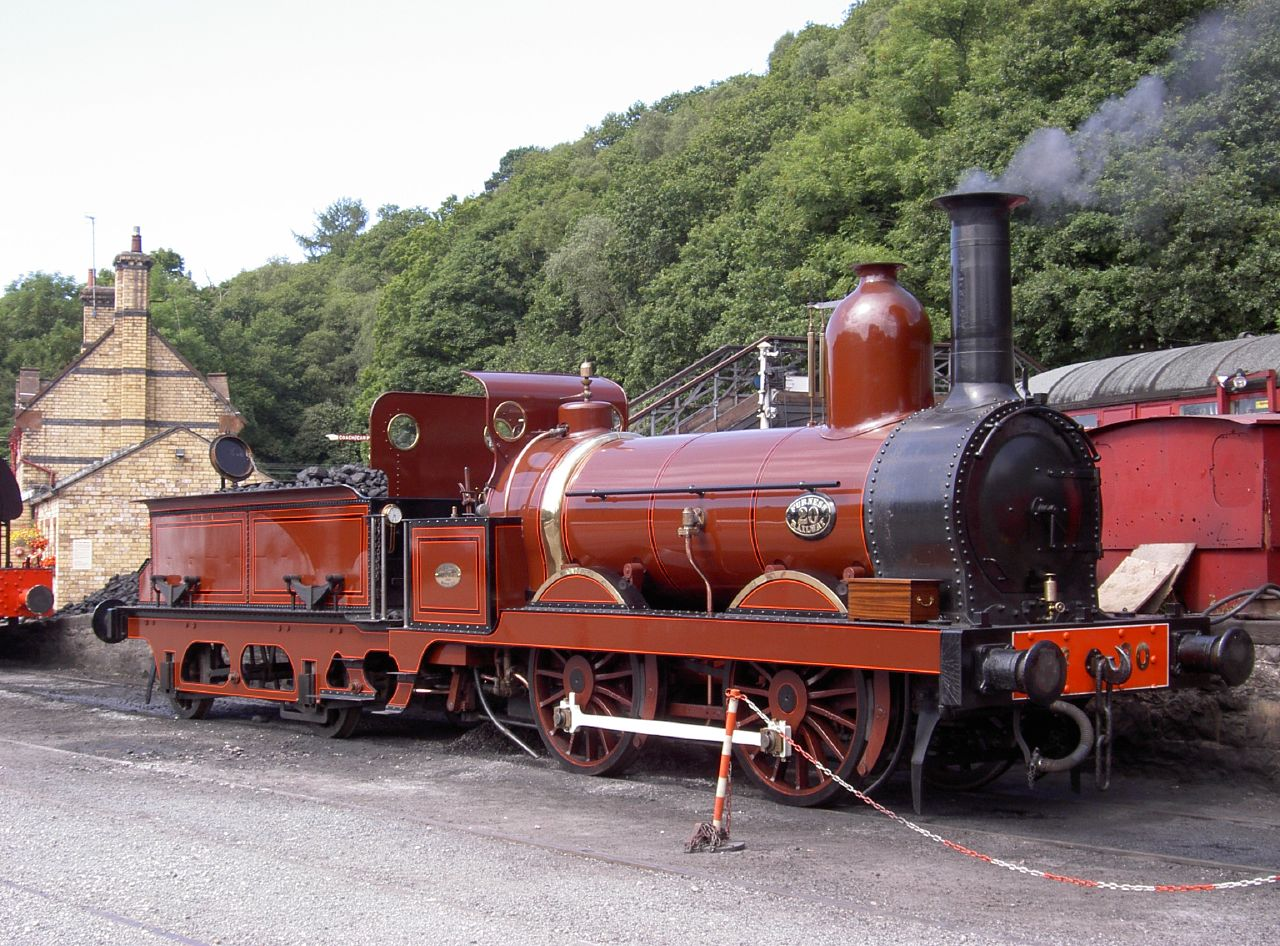
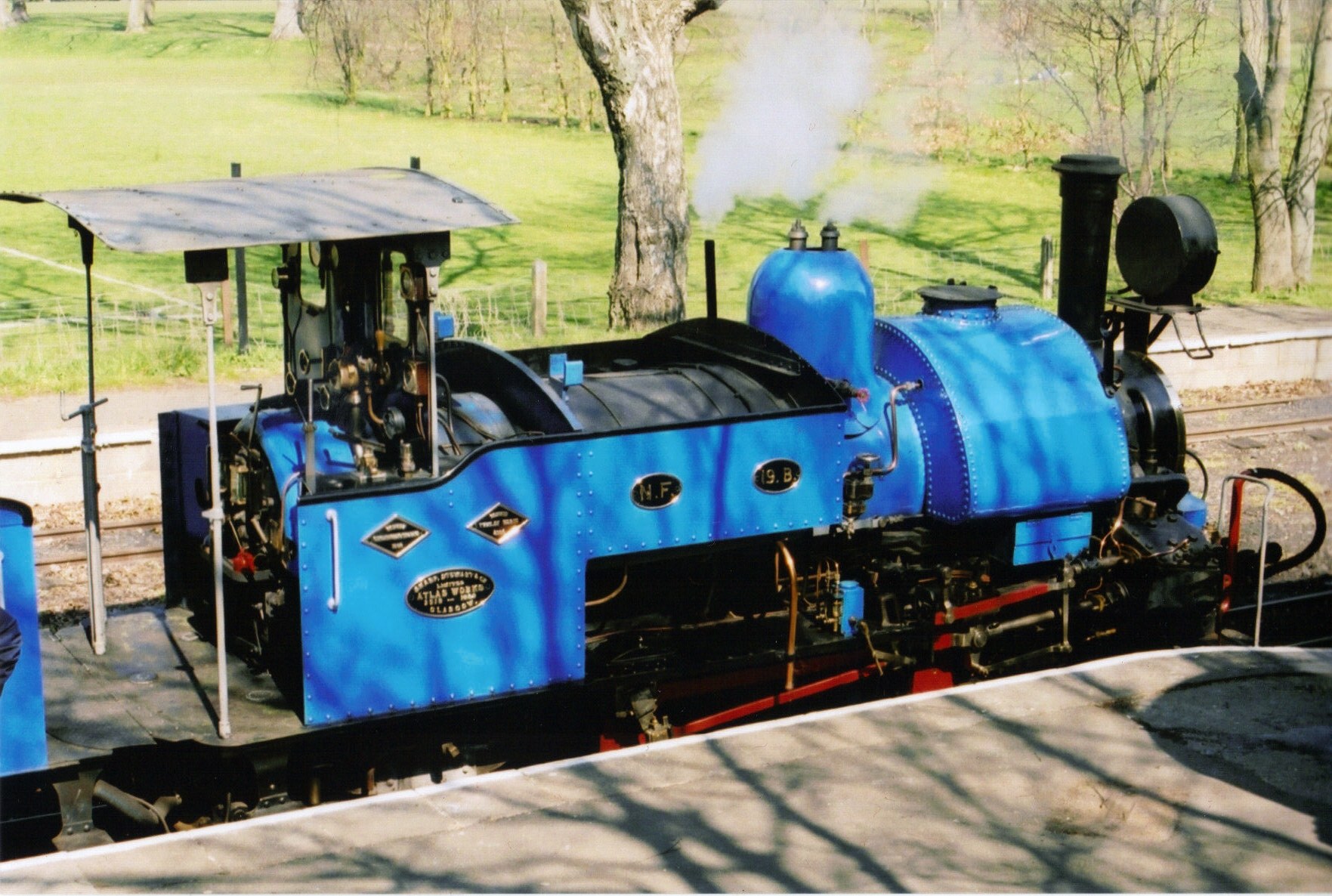